# Monika Pyrek
Monika Zofia Pyrek-Rokita, född 11 augusti 1980 i Gdynia, är en polsk före detta friidrottare som tävlade i stavhopp. 

## Karriär
Pyreks genombrott kom när hon 1998 blev tvåa på VM för juniorer. 2000 deltog hon vid Olympiska sommarspelen i Sydney där hon tog sig vidare till finalen men slutade på sjunde plats efter att ha klarat 4,40. Hennes första medalj vid ett mästerskap som senior kom vid VM 2001 i Edmonton där hon slutade på tredje plats efter att ha klarat 4,55. De enda som slog henne var Stacy Dragila och Svetlana Feofanova som båda klarade 4,75. Under 2002 blev hon bronsmedaljör inomhus vid inomhus-EM i Wien men vid EM utomhus i München lyckade hon inte ta sig vidare till finalomgången. 
År 2003 blev hon bronsmedaljör vid inomhus-VM i Birmingham efter att ha klarat 4,45. Denna gång blev Feofanova och Jelena Isinbajeva hennes övermän. Vid utomhus-VM i Paris samma år slutade hon fyra efter att ha klarat 4,55. Ytterligare en fjärde plats och på samma höjd blev det året efter vid Olympiska sommarspelen 2004 i Aten. 
2005 började hon året med att bli bronsmedaljör vid inomhus-EM i Madrid efter att ha klarat 4,70. En placering bättre blev det vid VM utomhus i Helsingfors där hon tog 4,60. Hon var chanslös mot Isinbajeva som hoppade nytt världsrekord på höjden 5,01. Vid EM 2006 i Göteborg blev det återigen en silvermedalj, denna gång efter att ha klarat 4,65 och återigen ha fått se sig slagen av Isinbajeva.
Vid VM 2007 i Osaka missade Pyrek medalj när hon slutade fyra efter att ha klarat 4,75 – samma höjd klarade även silver- och bronsmedaljörerna Katerina Badurová och Feofanova fast med färre rivningar. Medalj blev det emellerid vid inomhus-VM 2008 i Valencia där 4,70 räckte till brons efter Isinbajeva och USA:s Jennifer Stuczynski.
Pyrek deltog även vid Olympiska sommarspelen 2008 i Peking där hon slutade på femte plats efter att ha klarat 4,70. Hon deltog vid VM 2009 där hon blev silvermedaljör på höjden 4,65 (delad med Chelsea Johnson, USA) efter landsmaninnan Anna Rogowska. 

## Personligt rekord
- 4,82 meter från september 2007 satt vid en tävling i Stuttgart